# Névrose (revue)
Névrose est une revue petit format publiée entre avril 1981 et mars 1983 dans la collection « Comics Pocket » chez Arédit/Artima (7 numéros).
Une deuxième revue est publiée , toujours chez Arédit/Artima dans la collection Comics DC Pocket de mars 1985 à octobre 1986 sur 16 numéros.
Une troisième revue paraît sous le même titre chez le même éditeur entre novembre 1988 et juillet 1989 (5 numéros).